# Viticulture en Arménie
La viticulture en Arménie est l'une des plus anciennes du monde. Elle fait partie avec celle de la Géorgie voisine de cette Transcaucasie, un des lieux d'origine de la vigne où la vigne sauvage (Vitis vinifera subsp. sylvestris) muta en vigne cultivable (vitis vinifera subsp. sativa) et où eurent lieu les premiers foulages du raisin pour obtenir du vin. Cette production fut placée sous la protection de Spendaramet, déesse arménienne de la végétation, de la vigne et du vin. Cette divinité a été identifiée à la Déméter des Grecs, et à la Spenta Armaiti des Iraniens. Toutes trois protègent la « Terre Mère » et, à travers le rythme végétatif saisonnier, sont symboles de mort et de résurrection.

## Histoire

### Préhistoire
Se fondant sur les plus récentes découvertes archéologiques, des auteurs comme Alexis Lichine situent en Arménie la « patrie du raisin », tandis que Hugh Johnson ne manque pas de souligner que ce lieu d'origine de la vigne cultivée est en même temps celui où le mont Ararat sert de frontière septentrionale entre la Turquie et l'Arménie orientale, lieu où la légende biblique fait planter la vigne par le patriarche Noé à la fin du Déluge. Une récente découverte a encore repoussé la date d'apparition de la vigne et du vin. Au cours de l'année 2007, une équipe composée de vingt-six archéologues irlandais, américains et arméniens a fouillé un site, proche de la rivière Arpa, près de la communauté d’Areni. Dans une caverne composée de trois chambres, ils ont trouvé un crâne contenant encore son cerveau, des traces de cannibalisme ainsi que des vases emplis de pépins de raisin permettant de supposer qu'en ce lieu, il y a 6 000 ans, aurait eu lieu la plus ancienne vinification au monde.

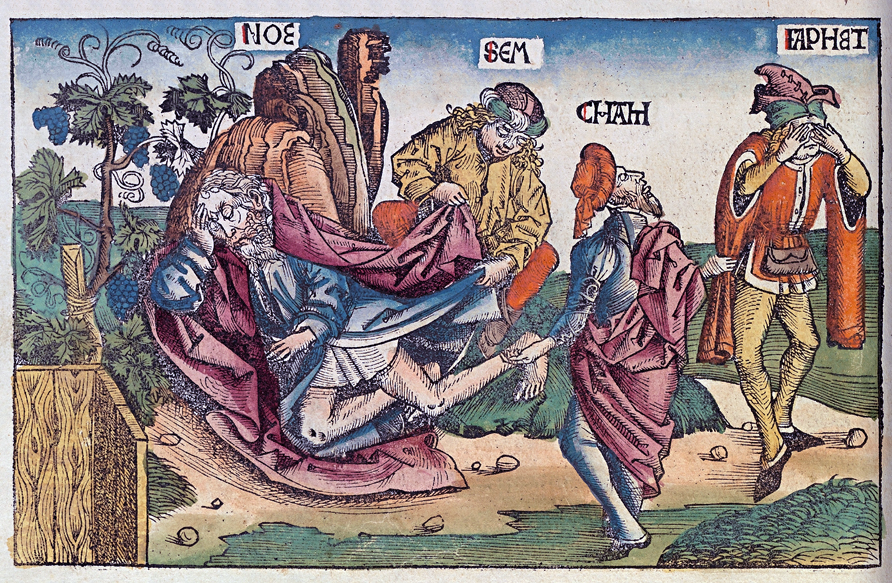
Ivresse de Noé, bois gravé de 1493

Cette découverte dans le Vayots Dzor, région arménienne au sud du pays, de pépins de raisin, en 2007, a incité la National Geographic Society à financer une nouvelle campagne au cours de l'année 2010. Les fouilles archéologiques, faites sur le site Areni-1 ont mis au jour un complexe de vinification daté de 6 100 avant notre ère. Découverte qui permet d'établir avec certitude que le berceau de la vigne et du vin se situe actuellement en Arménie.

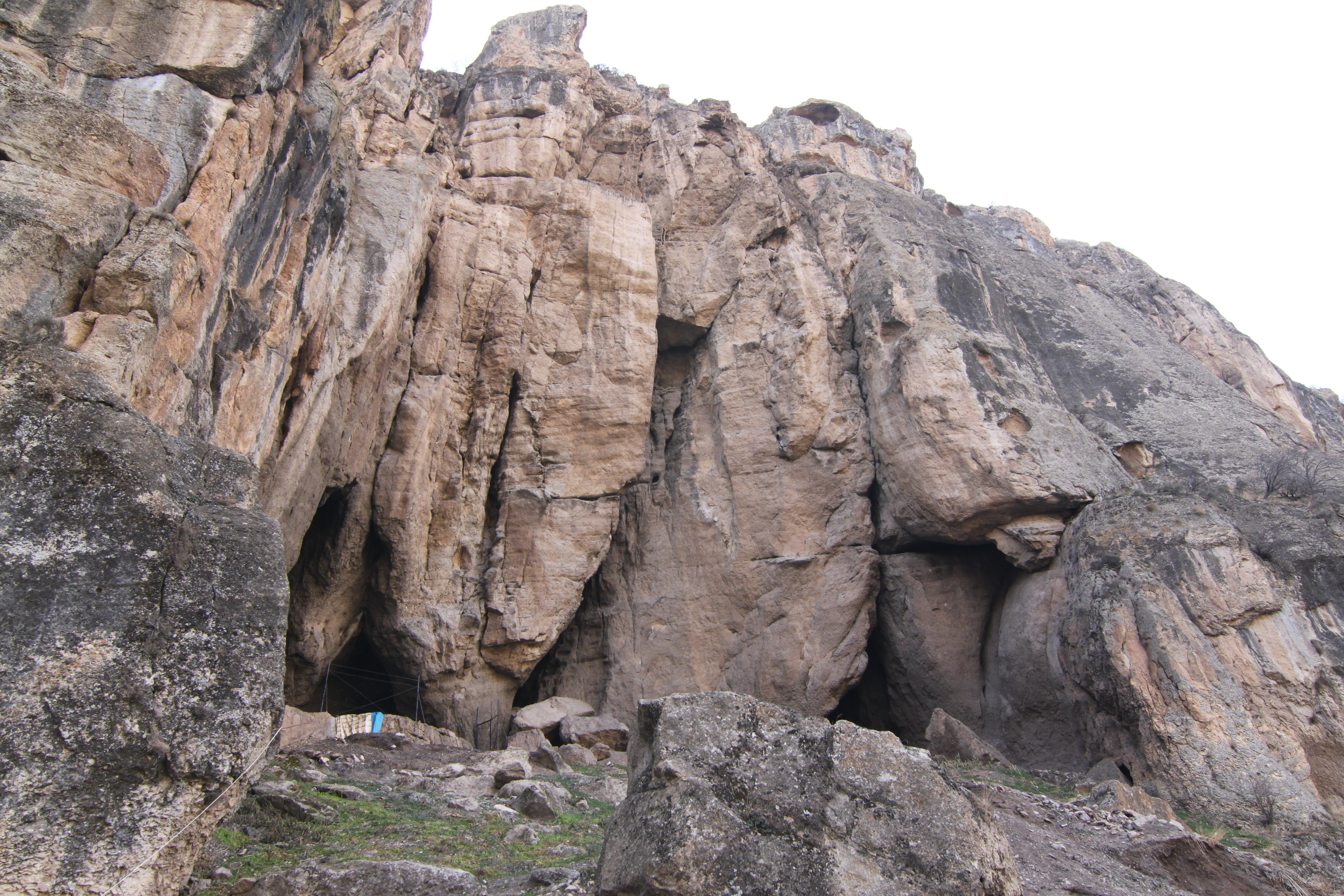
Entrée du site Areni-1

Une équipe internationale d'archéologues a retrouvé les traces et les équipements d'une vinification sur un site de 700 mètres carrés. Ce complexe de vinification correspond à la période du chalcolithique. Ils ont identifié un fouloir et une cuve de fermentation en argile abrités dans une grotte. Ce sont les plus anciens connus à ce jour, a indiqué le 11 janvier 2011, Gregory Areshian, de l'Institut d'Archéologie Cotsen à l'UCLA, codirecteur des fouilles. Il considère aussi que c'est l'exemple le plus complet de production vinicole au cours de la préhistoire,.
Outre fouloir et cuve, ont été identifiés des pépins, des reliquats de grappes pressés, des sarments de vigne desséchés, des tessons de poterie, une tasse ouvragée dans une corne et un bol cylindrique servant à boire le vin,. Le fouloir, un bassin d’argile d'un mètre carré et de 15 centimètres de profondeur, possédait un conduit pour permettre au jus de raisin de se déverser dans la cuve de fermentation. Profonde de 60 cm de profondeur, celle-ci pouvait contenir de 52 à 54 litres de vin,.
Ce complexe a été découvert dans les montagnes du sud-est de l'Arménie, dans une grotte dénommée Areni-1, du nom du village proche et toujours renommé pour sa production viticole. Cette grotte est située dans une gorge profonde dans la région de Vayots Dzor. Ces premiers vignerons de l'humanité pourraient être les ancêtres des peuples Kouro-Araxes, une ancienne civilisation du Caucase,. Ce site de vinification était entouré de dizaines de tombes, faisant penser que le vin pourrait avoir joué un rôle cérémonial. L'idée que cette population ne devait pas boire uniquement du vin lors des inhumations mais aussi dans la vie courante a été avancée. Mais aucune trace de cette consommation à l’extérieur de la grotte n'a jusqu'à présent été prouvée,.
Par contre, il est sûr pour les paléo-botanistes que les pépins sont du type vitis vinifera vinifera, variété de vigne qui produit les plus grands vins de nos jours,. La vigne, à l'origine sauvage et identifiée comme vitis vinifera silvestri, avait donc été domestiquée il y a six millénaires, passant de la lambrusque à l’état de raisin de cuve. « De toute évidence, les raisins étaient écrasés avec les pieds comme cela a été fait très longtemps dans toutes les régions de production viticole », a précisé Gregory Areshian,.

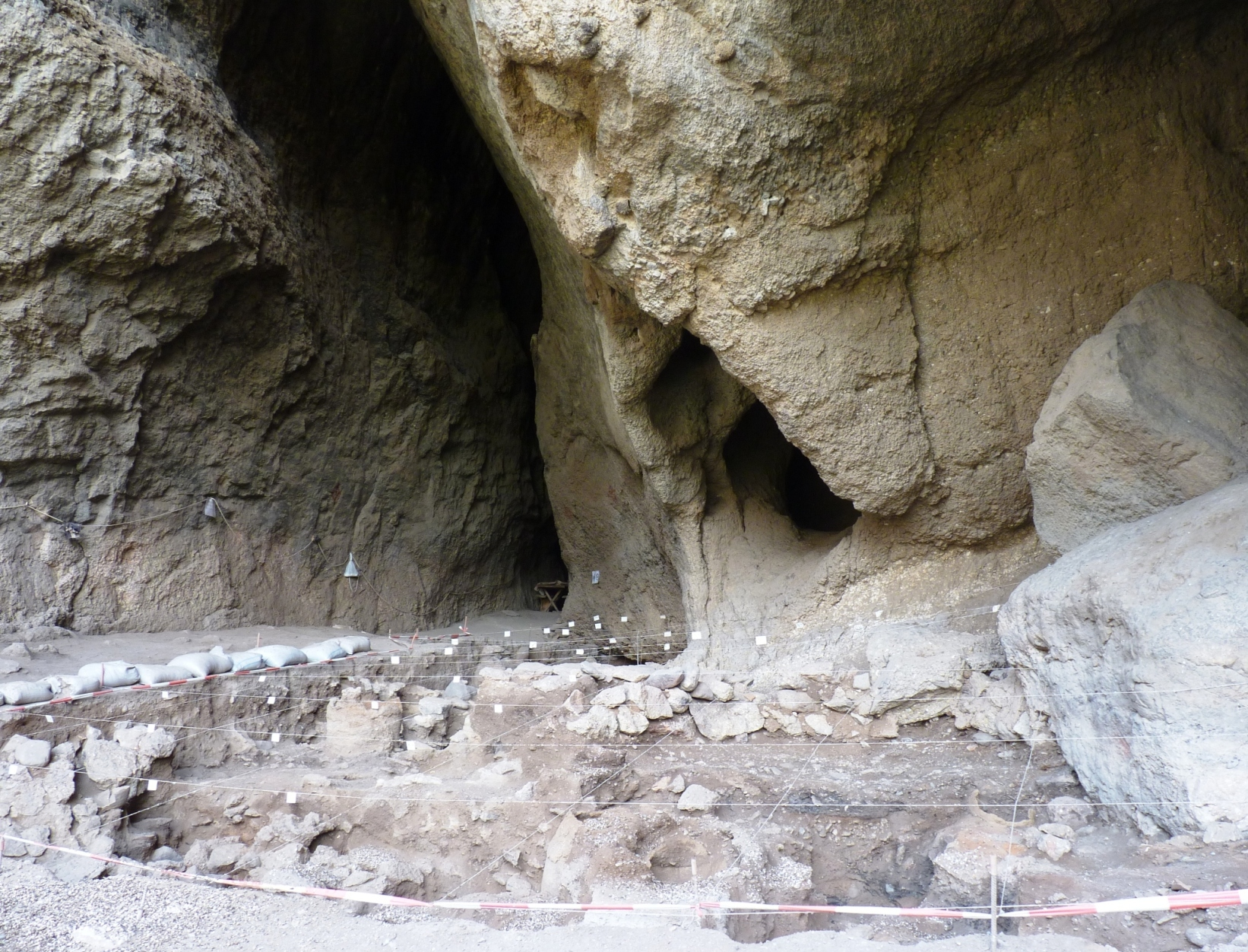
Site préhistorique de vinification à Areni-1

De plus « la présence sur le site de malvidine, pigment donnant la couleur rouge au vin, est un autre indice confirmant que ces installations servaient bien à la vinification », ont souligné les archéologues,. Les plus anciens vestiges comparables à ceux découverts en Arménie avaient été identifiés à la fin des années 1980, en Égypte, dans la tombe du roi Scorpion Ier, et datait de près de 5 100 ans,,. « Des installations similaires à celles récemment découvertes en Arménie et destinées à presser les raisins ont été utilisées jusqu'au XIXe siècle dans tout le bassin méditerranéen et le Caucase », a souligné Gregory Areshian.
Les analyses au radio-carbone effectuées par l'Université de Californie ont pu confirmer la datation. Et une nouvelle méthode scientifique a été utilisée pour déterminer avec précision que ce vin arménien datait de 4 100 ans avant notre ère.
Cette apparition du premier vin sur le haut-plateau arménien et en Transcaucasie a été aussi confortée par la découverte de pépins de raisin dans des couches datant des IVe et IIIe millénaires av. J.-C., tant en Géorgie que dans la plaine de Kharpout. À cette même période, d'autres fouilles ont mis en évidence en Arménie la présence de grandes réserves à vin près des habitations par la découverte de grandes jarres portant des traces de fermentation et des résidus de lie. Tout près, une aire pavée servait de fouloir.

### Antiquité

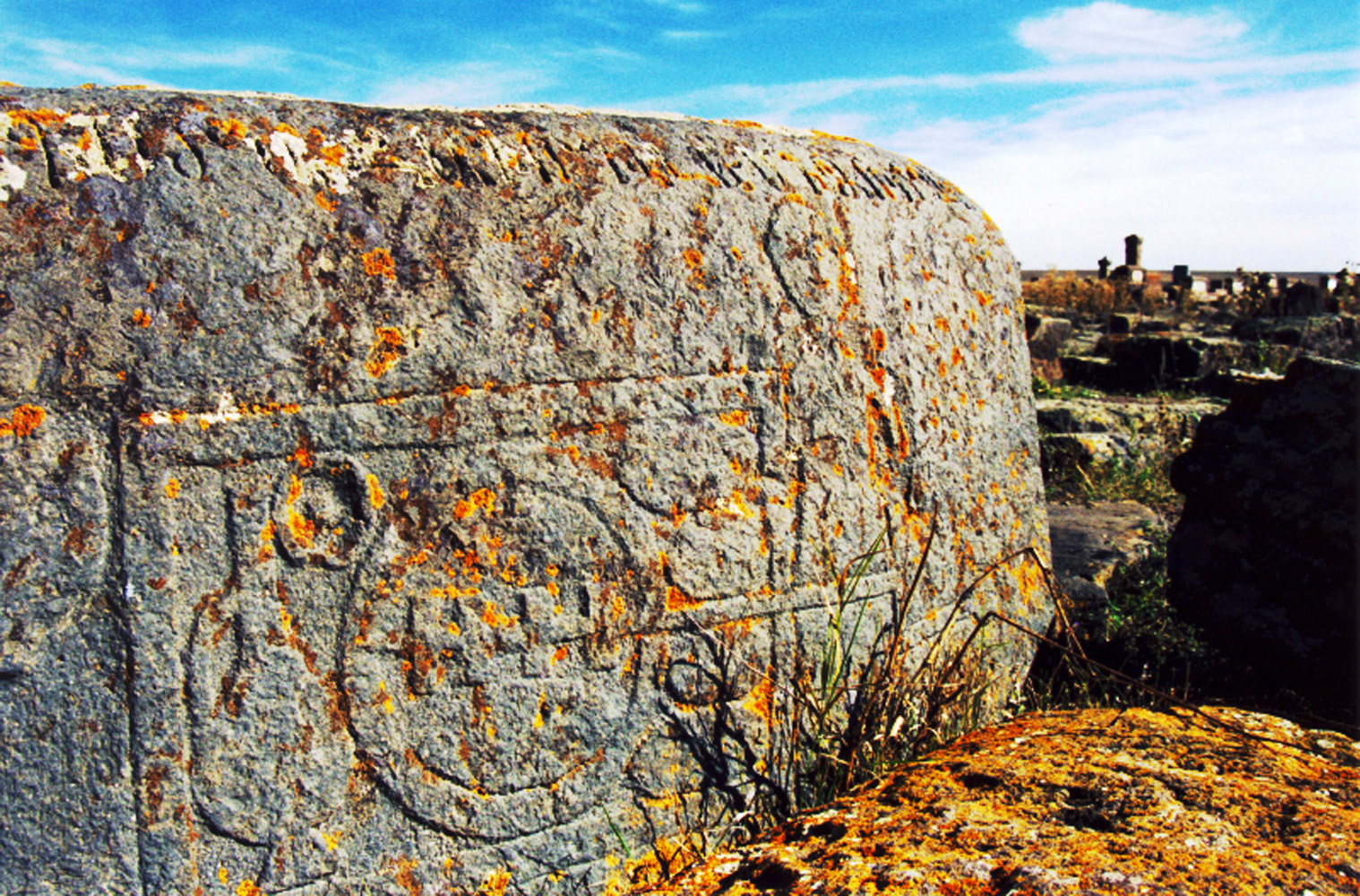
Antique pierre tombale de Noraduz représentant un homme cuisinant sur un grill avec à ses côtés un pot de vin

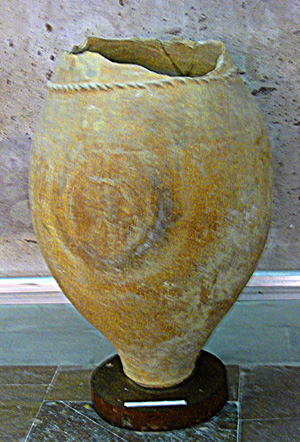
Poterie d'Urartu (jarre à vin décorée),
fouilles d'Arhishtihinili

Ce qui est aussi assuré par l'archéologie est que 1 000 ans avant notre ère, le royaume de Van possédait un important vignoble qui couvrait la plaine de l'Arménie et le sud de la Transcaucasie. Il était irrigué par l'eau de torrents qui avaient été canalisés. Et l'histoire a noté qu'en 717 avant notre ère, quand les Assyriens du roi Sargon II, pillèrent la ville de Van, ils trouvèrent de vastes caves à vin. Des bas-reliefs montrent les soldats en train d'aspirer le vin des jarres grâce à des tubes. Les fouilles in situ ont mis en évidence l'utilisation de soufre et l'utilisation de raisins passerillés pour la vinification. La production du vin semble par ailleurs y avoir été associée avec l'exercice de la fonction royale : ainsi, le roi Menua plante des vignes le long du canal qu'il a fait creuser.
Cette jarre à vin décorée a été découverte lors des fouilles sur le site d'Arhishtihinili (Xe – VIIe siècle av. J.-C.), l'actuelle ville arménienne d'Armavir. Les vins de l'Urartu (en arménien Ուրարտու) ont été élaborés, bien avant ceux de la Grèce antique, grâce à la technique du passerillage (raisins séchés au soleil); ce qui permettait d'obtenir un vin épais et sirupeux. La recherche archéologique a également constaté qu'en Urartu le soufre était employé pour lutter contre les maladies des vins.
L'historien grec Hérodote, dans ses Histoires, décrit comment le vin d'Arménie descendait par l'Euphrate jusque vers Babylone. Des tonneaux, sans doute des troncs de bois évidés, étaient embarqués sur des bateaux circulaires entièrement faits de peaux tendues sur des nervures de saule. Ce transport régulier de vin d'Arménie vers Babylone, qui possédait ses vignobles, est la preuve de l'excellence des vins produits sur le piémont du Caucase.
C'est toutefois sous les monarques artaxiades, au Ier siècle av. J.-C., que la production atteint un niveau assez élevé.

### Moyen Âge

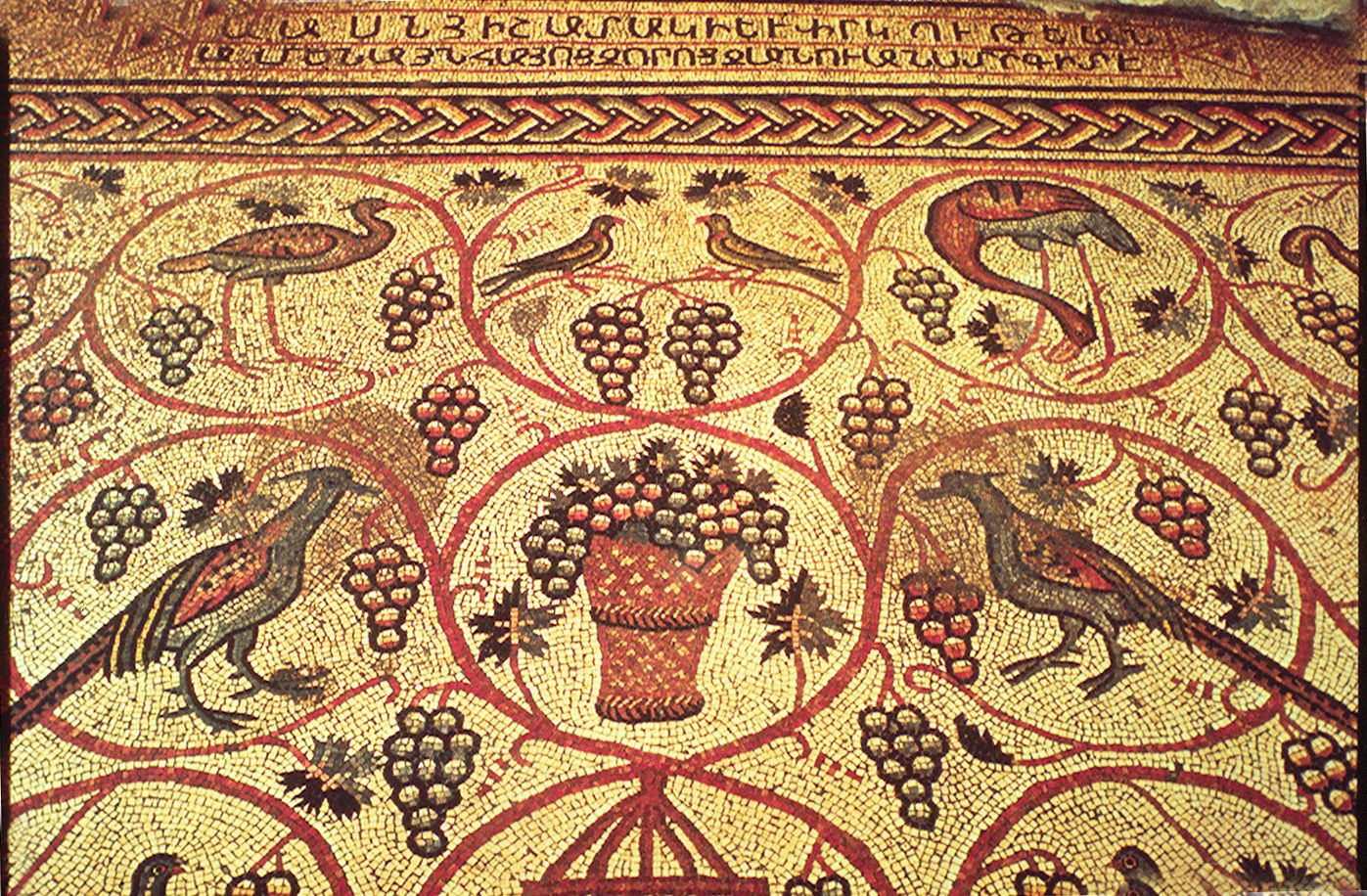
Mosaïque arménienne, Chapelle Saint-Polyeucte, Jérusalem VIIe siècle

La viticulture se poursuit jusqu'au Moyen Âge : au Xe siècle, le vin est produit au Vaspourakan des rois Arçrouni, autour du lac de Van et dans les vallées de l'Araxe et du Botan. La viticulture se retrouve également en Petite-Arménie. À l'issue de la période bagratide, on dispose également d'une description des vignobles et de l'industrie qui leur est liée pour la région de Dvin à l'époque du siège infructueux de l'ancienne capitale par les Byzantins en 1049.
Au cours du XIIe siècle, une vive querelle éclata entre l'Église arménienne et l'Église grecque au sujet du vin de messe. Le conflit atteignit son paroxysme en 1178. Les divergences portaient sur la question de savoir s'il fallait mettre de l'eau dans le vin, si cette eau devait être chaude, si le vin devait être rouge ou blanc, etc. Les deux parties décidèrent de mettre un terme à leur querelle byzantine en faisant appel à un arbitre musulman. Celui-ci régla la question en considérant que puisque dans sa religion le vin était impur, il suffisait de le remplacer par de l'eau, renvoyant ainsi les deux plaignants dos à dos.

### Période moderne
Les siècles suivants constituent pour l'Arménie l'« âge obscur » de son histoire, aux témoignages très rares. La viticulture a cependant subsisté : on retrouve mention de vignobles en Arménie perse à la fin du XVIIe siècle, avec l'accession au trône séfévide de Chah Huseyin en 1694 et l'interdiction du vin qu'il édicte aussitôt dans ses États ; les missionnaires jésuites rapportent alors la destruction du vignoble d'Erevan, qui produisait « le meilleur vin de l'Empire perse ».
Au XIXe siècle, la production du vin est un des trois piliers de l'agriculture de l'Arménie russe (à côté de la culture des céréales et de l'élevage). L'industrie vinicole se développe à la fin du siècle, avec notamment la création en 1887 de l'ancêtre de la Yerevan Brandy Company, aujourd'hui plus connue pour son brandy. Cet essor est cependant arrêté net lors de l'occupation turque de 1918 : les vignobles sont arrachés ; l'éphémère Première République d'Arménie tente alors d'encourager la culture de la vigne au moyen de subsides.

### Période contemporaine

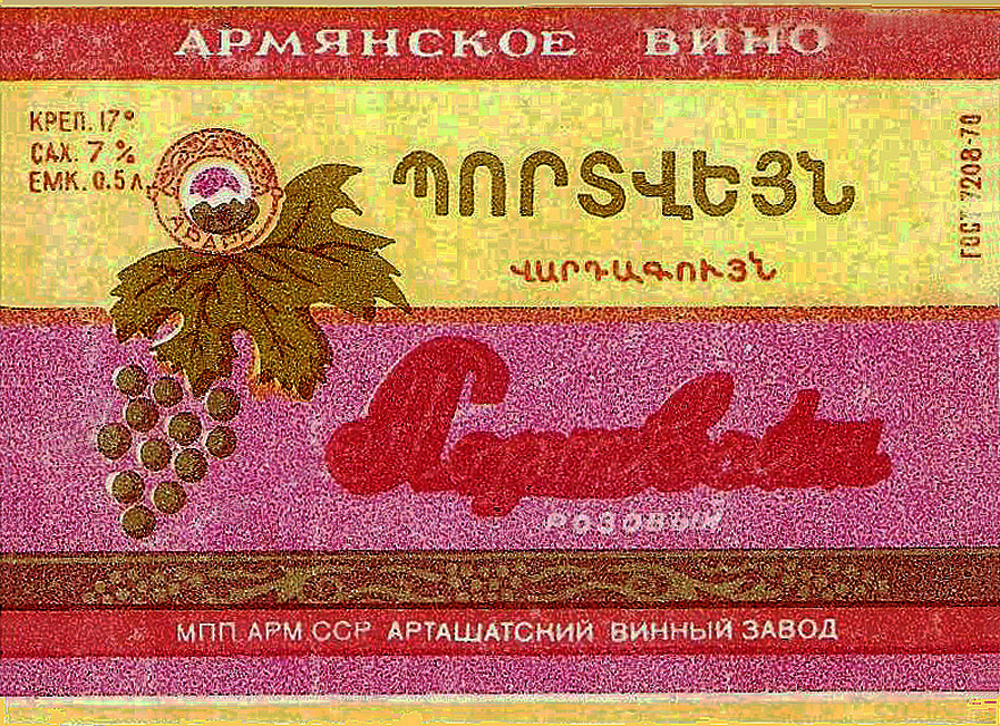
Porto rosé d'Arménie

Du temps de l'Union soviétique, la majeure partie de la production d'Arménie était exportée vers la Russie. Le consortium Arardi détenait alors le monopole sur les vins arméniens et avait des chaînes d'embouteillage à Moscou, Léningrad, Kiev et Saratov. Il est à noter qu'alors que tous les vins étaient logés dans des cuves en ciment verré, dans la région d'Erevan, le kolkhoze « Commune de Paris » utilisait encore des anciens karass de terre.
Louis Orizet, qui se trouvait dans les années 1960 à Moscou, indique que, dans le restaurant qu'il fréquentait, les Moscovites avaient comme habitude, avant de choisir un menu, de commander une bouteille de cognac arménien, une bouteille de vodka et deux bouteilles de vin blanc de Crimée. Intrigué par une telle consommation préalable, il voulut en connaître les raisons. Il lui fut indiqué que l'on commençait par le cognac car il avait le plus de goût, la vodka suivait en tant que boisson traditionnelle, ensuite il était nécessaire de boire du vin blanc pour calmer les brûlures de l'alcool et étancher la soif. En 1984, à la suite de la politique antialcoolique de Mikhaïl Gorbatchev, de nombreux vignobles arméniens ne furent plus exploités.

#### Avant l'indépendance
Les grands centres de production se situent à Etchmiadzin, Achtarak, Vedi et Armavir. L'Arménie, avant son indépendance, produisait différents types de vin doux ou d'alcool (alors baptisé cognac) qui étaient commercialisés avec un lieu d'origine.
| Origine     | Degré alcoolique | Type de production     |
| Etchmiadzin | 14 - 16          | vin blanc              |
| Voskévaz    | 14 - 16          | vin blanc              |
| Aréni       | 14 - 16          | vin rouge              |
| Norachéne   | 14 - 16          | vin rouge              |
| Achtarak    | 14 - 16          | vin blanc (type Xérès) |
| Aigéchate   | 14 - 16          | vin rouge (type Porto) |
| Dvine       | -                | eau-de-vie             |
| Erevan      | -                | eau-de-vie             |
| Arménia     | -                | eau-de-vie             |
| Naira       | -                | eau-de-vie             |

#### Après l'indépendance

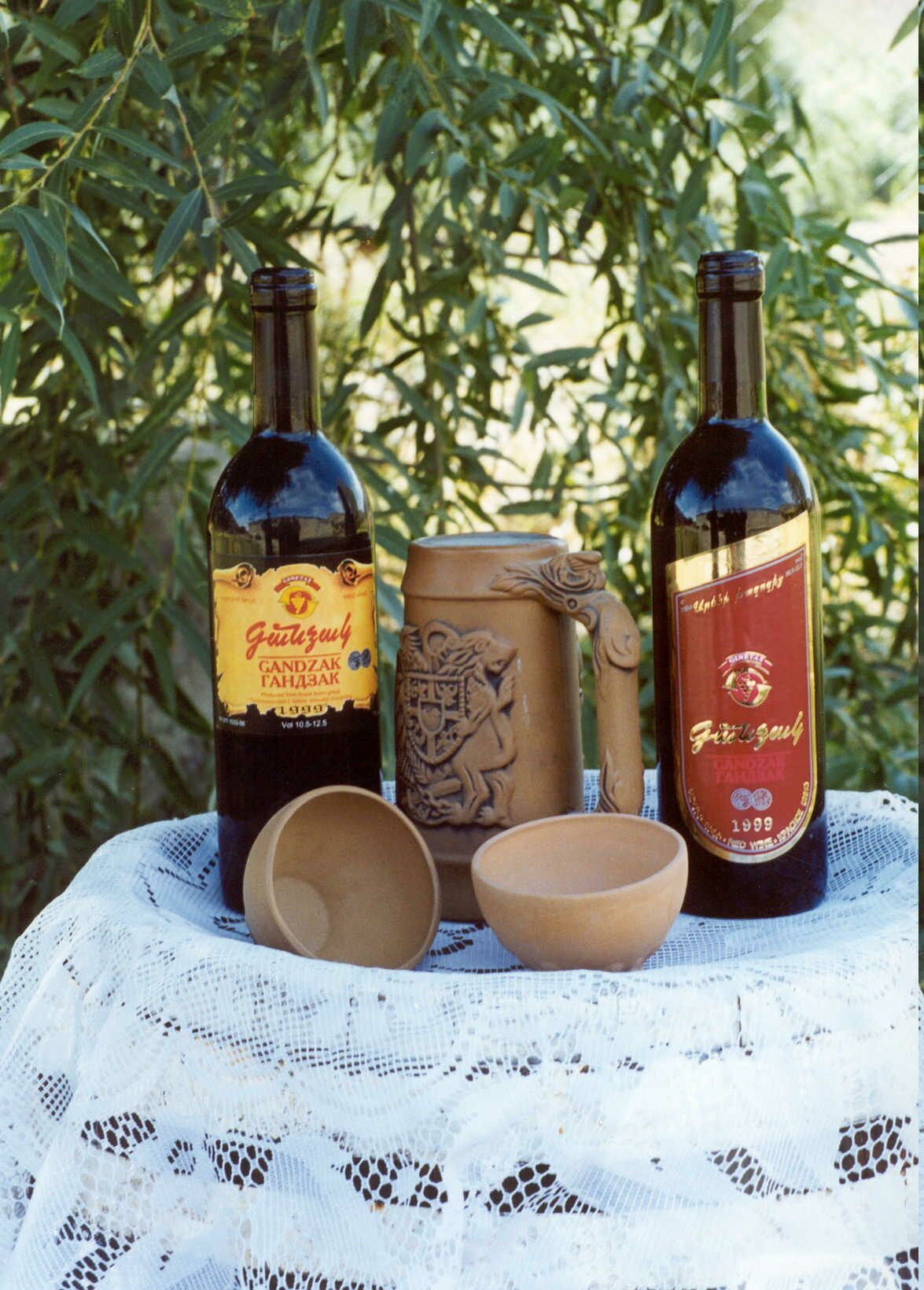
"Gandzak", une appellation signifiant le terroir d'origine

En 2008 le vignoble arménien a produit 82 385 hectolitres de vin et 159 615 hectolitres de brandy. Une statistique intermédiaire entre janvier et juin 2009, permettait de savoir que 36 268 hectolitres de brandy avaient été distillés, ce qui représentait une chute de 50,4 % par rapport au premier semestre de l’an précédent. Par contre, durant cette même période, la mise en marché du vin avait fait un bond de 8,9 %, atteignant 14 829 hectolitres, le mousseux continuant sa percée avec plus 13,6 % soit 700 hectolitres. En définitive, au cours de l'année 2009 la production de brandy a subi une baisse de 38,4 % avec 98 690 hectolitres. En revanche, celle du vin a été en augmentation de 30,8 % avec 143 721 hectolitres, la nouvelle production du mousseux fléchissant de 1,7 % avec 4 564 hectolitres.

## Situation géographique

### Orographie
L'Arménie est constituée de plateaux et de chaînes montagneuses très élevées. Près de 90 % du territoire se situe à plus de mille mètres d'altitude. Enclavée dans les hauteurs du Caucase (Petit Caucase), entre la mer Noire et la mer Caspienne, elle se situe en Eurasie, à cheval entre l’Europe et l’Asie.
Son point culminant historique était le mont Ararat et ses 5 160 mètres jusqu'en 1915. Depuis, le mont Ararat se trouve en Turquie et le point culminant actuel est le mont Aragats et ses 4 095 mètres.
Le paysage arménien se caractérise également par ses lacs et notamment le lac Sevan, un grand lac de 1 262,2 km2 perché à 1 898,88 mètres d'altitude à 60 km à l'est d'Erevan, la capitale.

### Climatologie
Le climat, continental sur la majeure partie du territoire, devient rapidement montagnard avec l'altitude. Les hivers sont froids (particulièrement sur les hauts plateaux où il peut faire jusqu'à −40 °C) et parfois assez neigeux (surtout en altitude). Les étés sont chauds et ensoleillés, souvent ponctués de violents orages.
Tandis que le climat d'Erevan, aux alentours de 1 000 mètres d'altitude, est quasi-continental (les étés y sont bien plus secs que dans un climat continental classique), Gyumri, deuxième ville du pays perchée à plus de 1 500 mètres, vit des étés relativement doux et des hivers longs, très rigoureux et neigeux, typiques du climat montagnard.
Le climat du Haut-Karabagh est une exception. Située globalement à moins de 800 mètres d'altitude, la région connaît un climat vraisemblablement plus continental, voire tempéré avec des étés certes chauds mais des hivers bien moins froids que dans le reste de l'Arménie.
|                       | Jan. | Fév. | Mars | Avr. | Mai | Juin | Jul. | Août | Sep. | Oct. | Nov. | Déc. | Année |
| T° max (moyenne) [°C] | -2   | 1    | 10   | 19   | 24  | 31   | 34   | 33   | 28   | 21   | 10   | 3    | 17,7  |
| T° min (moyenne) [°C] | -9   | -8   | -1   | 6    | 10  | 14   | 17   | 18   | 13   | 7    | 1    | -3   | 5,4   |
| Précipitations [mm]   | 23   | 25   | 28   | 48   | 53  | 23   | 15   | 8    | 13   | 23   | 31   | 28   | 318   |

Source : BBC Weather

## Vignoble

### Présentation
Le vignoble s'étend sur les marz d'Armavir, d'Ararat et de Vayots Dzor.

### Encépagement
Les cépages les plus utilisés sont l'areni noir, pour les vins rouges ainsi que le tchilar et le voskehat, pour les blancs.

### Type de vins et gastronomie

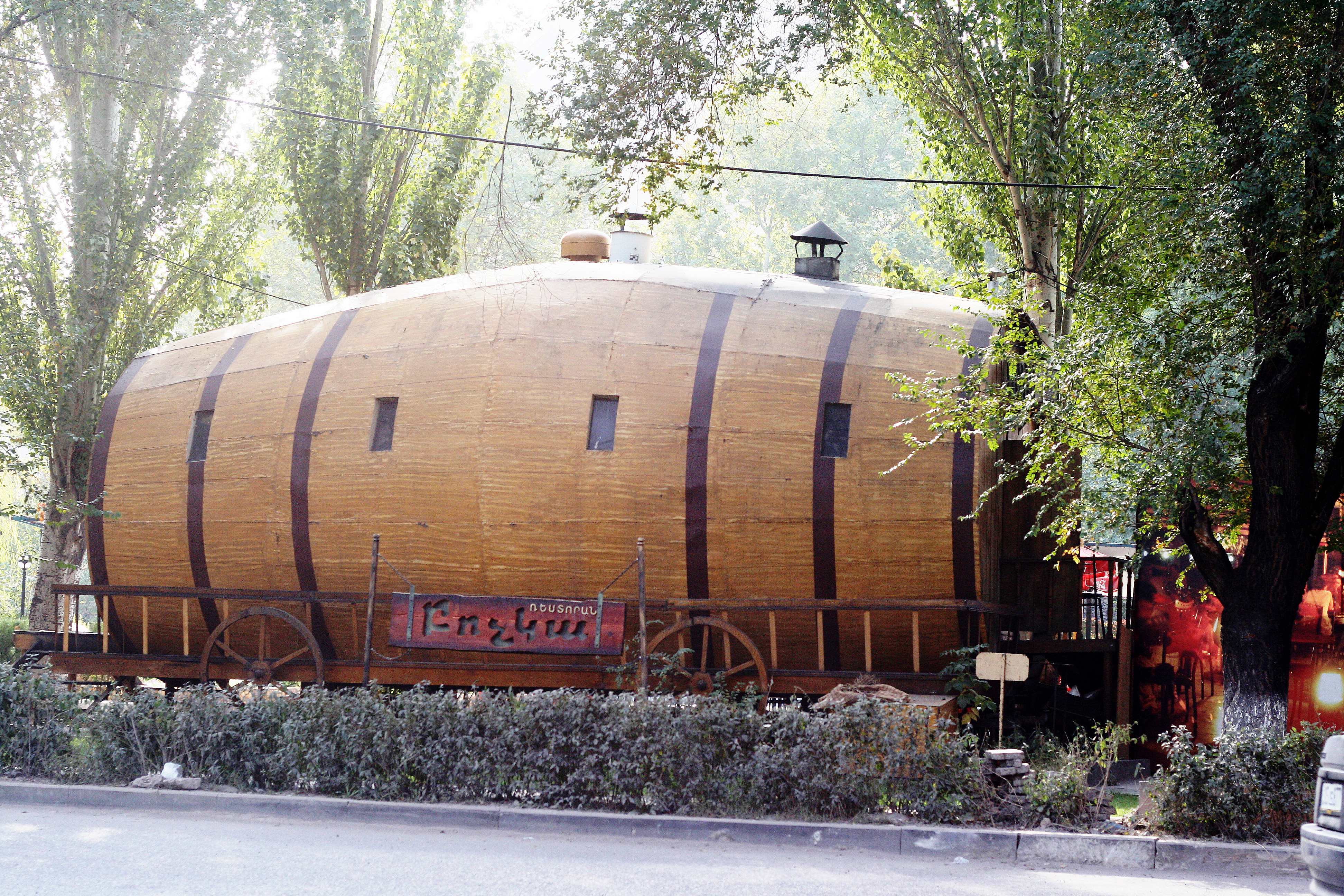
Restaurant à vin à Erevan

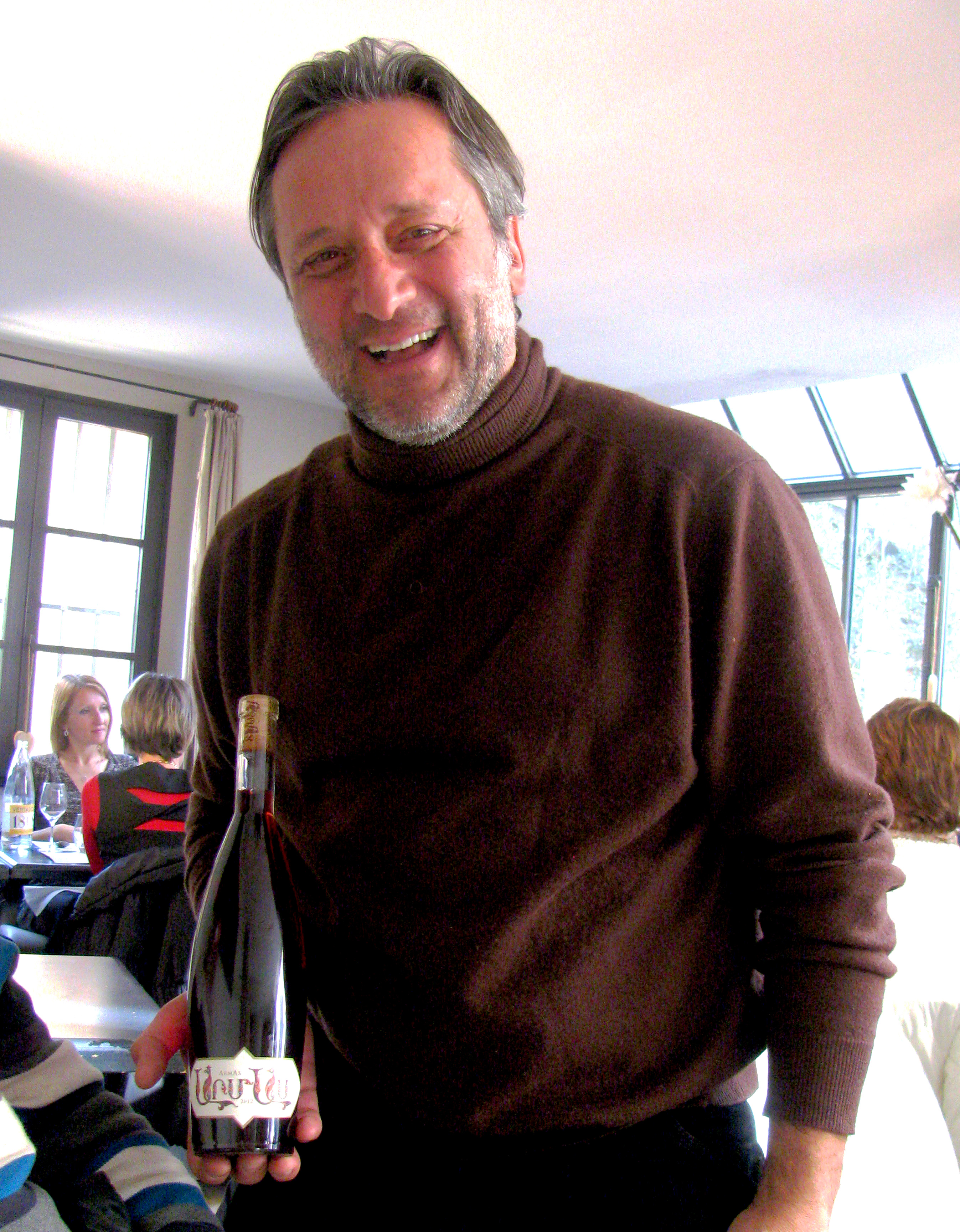
Serge Ghoukassian présentant un vin rosé arménien

Au cours de l'année 2009, Serge Ghoukassian, propriétaire du restaurant « Chez Serge » à Carpentras, élu Meilleur sommelier de l’année 2008 par le guide « Gault-Millau », a dégusté et commenté lors d'un congrès à Erevan les vins d’Arménie.
Il a constaté : « L'Arménie n’a pas aujourd’hui cette tradition de vin. Le vin est peu présent sur les tables au détriment des autres alcools. Mais les choses évoluent. Le vin rouge d’Areni comme le Noravank ont de nombreuses qualités avec des tanins délicats et soyeux et un petit esprit de vin limpide bien agréable. Ces vins disposent d’un bel équilibre. D’autant que ces cuvées supportent bien le vieillissement. Et la vingtaine de vignerons indépendants que compte l’Arménie suivent le développement du tourisme et s’équipent de matériels modernes qui permettent une meilleure vinification ».

## Commercialisation
Depuis l'effondrement de l'URSS, l'exportation des vins d'Arménie a été relancée vers les États-Unis et l'Europe de l'Ouest. Le vin est devenu un produit essentiel de l'actuelle économie arménienne. Au cours de l'an 2000, la société viticole Ginetas Ltd, financée par le Département américain à l’Agriculture, qui vinifiait chaque année 2 000 hectolitres provenant d’Arpi et de Gandzak (Vayots Dzor), commença à exporter vers les États-Unis, Chypre et l'Allemagne. Face à la demande, il fut envisagé de doubler les capacités. Cette demande s'est confirmée puisqu'en 2008, l’Arménie a exporté 4 843 hectolitres de vin tout en important 2 077 hectolitres de vins étrangers.